# Fotografia Daguerre
Fotografia Daguerre és un estudi fotogràfic situat al número 78 del carrer de Sants de Barcelona. Es tracta d'un edifici únic a Barcelona construït expressament com a taller de fotografia. L'estudi encara és propietat de la tercera generació de la família Bonet-Tapia. Destaca perquè és l'únic estudi encara en peu edificat expressament per a la seva funció.

## Història
El primer fotògraf retratista que es va instal·lar a Barcelona fou el francès Pierre Sardin, obrint un estudi en un àtic del carrer de la Portaferrissa. El 1860 hi havia més de trenta estudis fotogràfics a Barcelona. Més endavant van anar proliferant estudis similars. El Daguerre de Sants destaca perquè és un edifici construït especialment com a estudi fotogràfic. El 1915 van iniciar-se les obres de construcció de l'edifici, a la cantonada del carrer Alcolea amb el Carrer de Sants. En aquella època d'altres pioners de la imatge com Fructuós Gelabert, Martí i Serra o Clemente García s'havien establert al Barri de Sants. L'estudi Daguerre comptava amb un vestíbul, una sala d'espera, magatzem i retocador. A la part posterior del local es trobava la galeria i el laboratori fotogràfic.
L'estudi fou obert per Martí Bonet, un terrassenc instal·lat a Barcelona el 1910, on havia obert diversos estudis fotogràfics. A Sants va obrir dos locals al mateix carrer, al númere 97 (desaparegut) i al 78. Els seus principals clients provenien de l'Estació de Sants, gent que arribava i marxava de la ciutat. En els millors moments del negoci hi van arribar a treballar 15 persones, sent una de les entitats del barri que finançaven les activitats de la Unió Esportiva Sants.
Durant la postguerra el negoci va patir una primera crisi provocada per la falta de material fotogràfic. En aquella època encara es feien servir negatius de vidre. El negoci també va resistir la decadència del sector als anys setanta.
El seu gendre Francesc Tapia va continuar amb en negoci quan Bonet es va jubilar. Es conserva un arxiu que demostra l'evolució dels treballs duts a terme al daguerre, on predominen els retrats de primeres comunions, casaments, així com ciclistes de la Volta Ciclista a Catalunya.

### Recuperació
El 2011 l'associació Fotoconnexió va iniciar el projecte Daguerre de Sants amb l'objectiu de conservar l'edifici i el seu patrimoni fotogràfic per a salvaguardar una part de la història de la fotografia, així com la de Sants i els seus habitants. Fruit d'aquesta tasca es van desenvolupar diverses línies de treball, que inclouen una exposició fotogràfica itinerant, la participació ciutadana i la recuperació de la memòria visual d'un barri. L'exposició, amb el títol El Daguerre de Sants. Memòria d'un barri, es va exposar entre el 14 i el 26 d'octubre a la Sala Lluïsa Franch de les Cotxeres de Sants, a la Carretera de Sants, 79. Es preveu que l'Arxiu Fotogràfic de Barcelona en publiqui un llibre amb la seva història.
L'estudi Daguerre de Sants figura en la llista de 389 comerços emblemàtics de la ciutat, als que l'Ajuntament de Barcelona ha aplicat una moratòria d'un any per protegir-los de llicències d'obres mentre es redacta un pla específic de protecció.